# دوردي إيفانوفيتش
دوردي إيفانوفيتش (بالصربية: Ђорђе Ивановић)‏ هو لاعب كرة قدم صربي في مركز الهجوم، ولد في 20 نوفمبر 1995 في فوكوفار في كرواتيا. لعب مع سبارتاك سوبتيتسا وشاختيور سوليجورسك ونادي أولمبيا ليوبليانا ونادي بارتيزان.

## وصلات خارجية
- دوردي إيفانوفيتش على موقع الاتحاد الأوربي (الإنجليزية)
- دوردي إيفانوفيتش على موقع قاعدة بيانات كرة القدم.إي يو (الإنجليزية)
- دوردي إيفانوفيتش على موقع ناشيونال فوتبول تيمز (الإنجليزية)
- دوردي إيفانوفيتش على موقع Soccerbase.com (لاعب) (الإنجليزية)
- دوردي إيفانوفيتش على موقع Soccerway.com (الإنجليزية)
- دوردي إيفانوفيتش على موقع عالم كرة القدم.نت (الإنجليزية)